# Thies Prinz
Thies Ole Prinz (* 7. Juli 1998 in Berlin) ist ein deutscher Hockeyspieler, der 2023 Weltmeister und 2024 Olympiazweiter wurde.

## Sportliche Karriere
Thies Prinz begann im Alter von fünf Jahren bei den Zehlendorfer Wespen. 2018 wechselte er vom TC Blau-Weiss Berlin nach Köln zum KTHC Stadion Rot-Weiss. Mit dem KTHC wurde er 2020 deutscher Meister im Hallenhockey sowie 2021 und 2022 deutscher Meister im Feldhockey.
Von 2013 bis 2019 nahm Prinz an 96 Länderspielen in den verschiedenen Altersklassen im Junioren-Bereich teil, wobei er 29 Tore erzielte. Seine größten Erfolge waren Siege bei den U18-Europameisterschaften 2015 und 2016, der dritte Platz bei der Juniorenweltmeisterschaft 2016 und der Sieg bei der U21-Europameisterschaft 2019.
Am 3. Juni 2017 debütierte Prinz in der Nationalmannschaft. Anfang 2020 nahm Prinz an der Hallenhockey-Europameisterschaft teil. Er wirkte in allen fünf Spielen mit und erzielte sechs Tore, davon eins im Finale. Mit einem 6:3-Sieg über Österreich gewannen die Deutschen den Titel.
Bei der Weltmeisterschaft 2023 in Bhubaneswar wurde Prinz in allen sieben Spielen eingesetzt, im Vorrundenspiel gegen Japan erzielte er sein einziges Turniertor. Hinzu kam ein Treffer beim Shootout gegen das englische Team im Viertelfinale. Nach dem Halbfinalerfolg gegen die Australier trafen die Deutschen im Endspiel auf die belgische Mannschaft, gegen die die Deutschen bereits in der Vorrunde Unentschieden gespielt hatten. Auch das Finale endete unentschieden. Nachdem von den ersten fünf Schützen jeweils zwei an Jean-Paul Danneberg und dem belgischen Torwart Vincent Vanasch gescheitert waren, ging der Shootout in die Verlängerung. Thies Prinz verwandelte auch seinen zweiten Penalty und nachdem Tanguy Cosyns an Danneberg scheiterte, war Deutschland Weltmeister. Bei den Olympischen Spielen 2024 in Paris gewann die deutsche Mannschaft ihre Vorrundengruppe vor den Niederländern, die im direkten Vergleich mit 1:0 bezwungen wurden. Mit einem 3:2 gegen die Argentinier und einem 3:2 im Halbfinale gegen die Inder erreichten die Deutschen das Finale gegen die Niederländer. Nach der regulären Spielzeit stand es 1:1 und dann unterlagen die Deutschen im Shootout. Prinz erzielte im Finale das einzige Tor für die Deutschen in der regulären Spielzeit.
Bis zum 16. August 2024 kam Prinz in 82 Feldhockey-Länderspielen und in 5 Hallenhockey-Länderspielen zum Einsatz.